# Charles Beyer

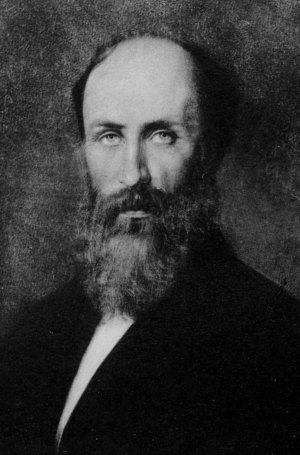
Karl Friedrich Beyer

Karl Friedrich Beyer, in englischer Schreibweise Charles Frederick Beyer (* 14. Mai 1813 in Plauen; † 2. Juni 1876 in Llantysilio Hall bei Llangollen, Wales), war ein bedeutender Ingenieur, Mitbegründer und langjähriger Leiter der Firma Beyer, Peacock & Co. und Gründungsmitglied des Institution of Mechanical Engineers.

## Kindheit, Ausbildung und berufliche Anfänge in Deutschland

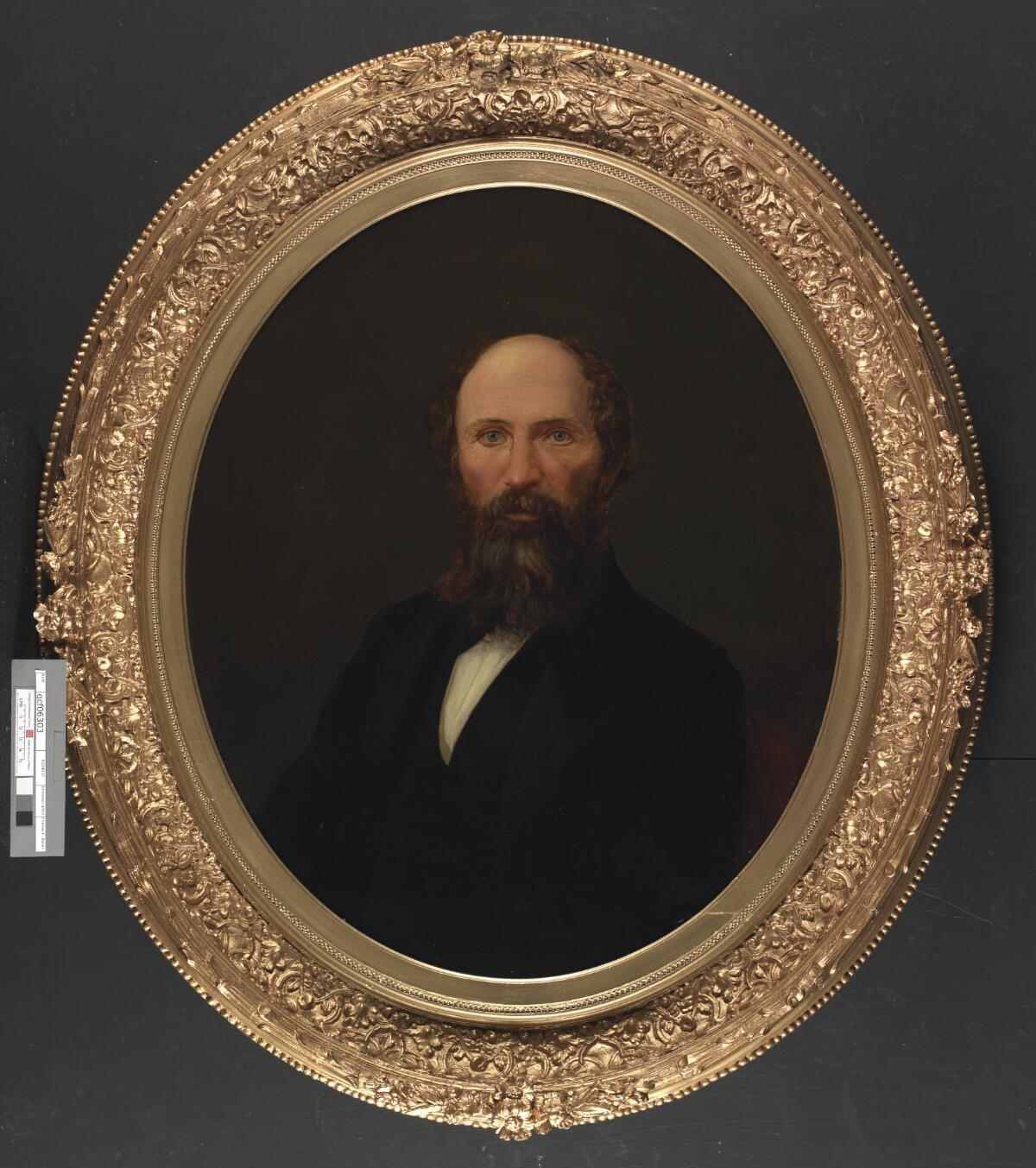
Ca. 1870 (National Library of Wales)

Karl Beyers Vater verdiente seinen Lebensunterhalt als Handweber. Die Familie war sehr arm und hatte nicht die finanziellen Möglichkeiten, eine weitere Schulbildung zu finanzieren, so dass er nach Abschluss der Grundschule begann, den Beruf seines Vaters zu lernen. Ein Architekt, der nach Plauen zugezogen war, sah, wie der zwölfjährige Junge in seiner Freizeit Häusermodelle baute und erkannte sein Talent. Der Architekt erteilte ihm gegen ein geringes Entgelt Unterricht in Arithmetik, Geometrie und Zeichnen und schon bald zeichnete Karl ein Porträt, das gut genug war, um die elterliche Wohnung zu schmücken. Dr. von Seckendorf, der Karl Beyers älteren Bruder behandelte, wurde bei einem Hausbesuch auf das Bild aufmerksam. Der Arzt setzte sich bei den Behörden des Landes für eine weitere Schulbildung Karl Beyers ein. Das Engagement hatte Erfolg; der Junge brach gegen die Bedenken seines Vaters die Lehre ab und besuchte die Polytechnische Schule, die kurz zuvor in Dresden eröffnet worden war. Nachdem er nach vier Jahren die Schule mit Erfolg abgeschlossen hatte, arbeitete er zwei Jahre lang bei der Maschinenfabrik Haubold in Chemnitz. Im Sommer 1834 erhielt Beyer von der sächsischen Regierung den Auftrag, in England die Fortschritte des Maschinenbaus, besonders im Bereich der Baumwollspinnerei, zu studieren und einen Bericht hierüber zu verfassen. Nach dem Ende der Studienreise und der Veröffentlichung des Berichts erhielt er Angebote aus Chemnitz und Dresden, die Leitung der dort neu gegründeten Baumwollspinnereien zu übernehmen. Karl Beyer lehnte dies jedoch ab und kehrte noch im gleichen Jahr Deutschland für immer den Rücken.

## Übersiedlung nach England und Aufstieg vom Zeichner zum leitenden Konstrukteur
Beyer bewunderte den Erfinder Richard Roberts, den er während seiner Studien in Manchester kennengelernt hatte. Es gelang ihm durch Vermittlung von Professor Schubert, Lehrer an der Polytechnischen Schule, bei Sharp, Roberts & Co. eine Anstellung zu bekommen. Als Ausländer mit anfangs schlechten Sprachkenntnissen hatte er zunächst einen schwierigen Stand und er verrichtete jahrelang untergeordnete und schlecht bezahlte Arbeiten als Zeichner. Durch die Zeichnungen wurde Richard Roberts auf ihn aufmerksam und Charles Beyer wurde schließlich Leiter des Zeichnungsbüros. Sharp & Roberts hatte bereits 1833 die erste Dampflokomotive geliefert, der Lokomotivbau wurde jedoch erst 1837 wieder aufgenommen. Die Leitung dieses Geschäftszweiges wurde Charles Beyer übertragen, da Roberts sich nur am Rande mit der Konstruktion von Lokomotiven befasste. 1843 trat Roberts in den Ruhestand und das Unternehmen firmierte bis 1852 als Sharp Bros. In diesem Jahr wurde Charles Patrick Stewart Teilhaber und die Firma in Sharp, Stewart & Co umbenannt. Bereits 1853 verließ Charles Beyer das Unternehmen und begann eine achtmonatige Studienreise durch Europa.

## Beyer, Peacock & Co. von den Anfängen bis zum führenden Lokomotiv-Hersteller

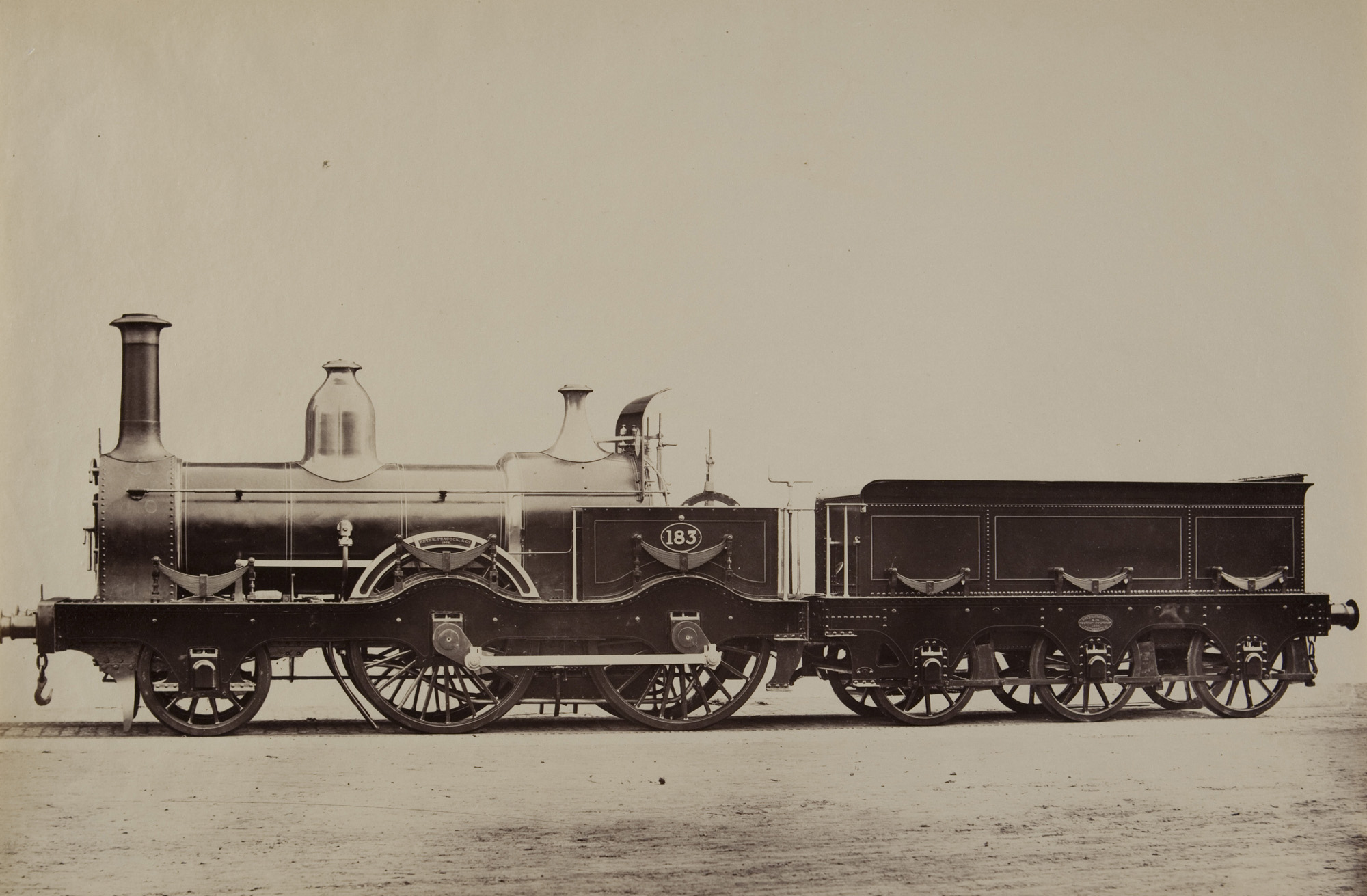
Engine 183 (1870)

Nach seiner Rückkehr gründete er zusammen mit Richard Peacock ein eigenes Unternehmen. Im März 1854 wurde der Grundstein für die neue Lokomotivfabrik gelegt und bereits sechzehn Monate später wurde die erste Lokomotive geliefert. Das Werk Gorton Foundry in der Nähe von Manchester war so geplant, dass es ohne Störung des laufenden Betriebs schrittweise erweitert werden konnte und in den folgenden fünfzig Jahren musste trotz des enormen Wachstums kein einziges Gebäude abgerissen werden. Nach wenigen Jahren war der Umfang des Geschäfts so angewachsen, dass Beyer einen Assistenten benötigte. Seine Wahl fiel auf Hermann L. Lange, der wie er aus Plauen stammte und nach Abschluss der Polytechnischen Schule in Karlsruhe bei Egells in Berlin gearbeitet hatte.
Drei Jahre später übernahm Lange die Konstruktionsabteilung bei Beyer, Peacock & Co. Die Lokomotiven von Beyer und Peacock waren nicht nur von hoher Qualität, sondern unterschieden sich von der Konkurrenz durch ausgewogene Formen, Eleganz und ästhetische Schönheit. Sie fanden nicht nur in Großbritannien, sondern weltweit Abnehmer.

## Gesellschaftliches Engagement und Privatleben

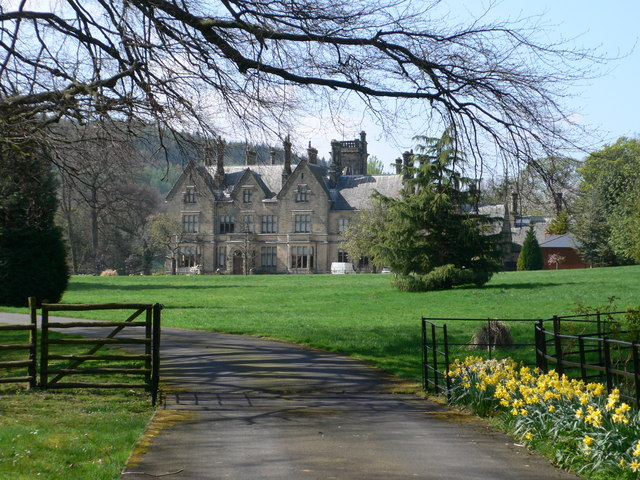
Sein Anwesen Llantysilio Hall, Wales

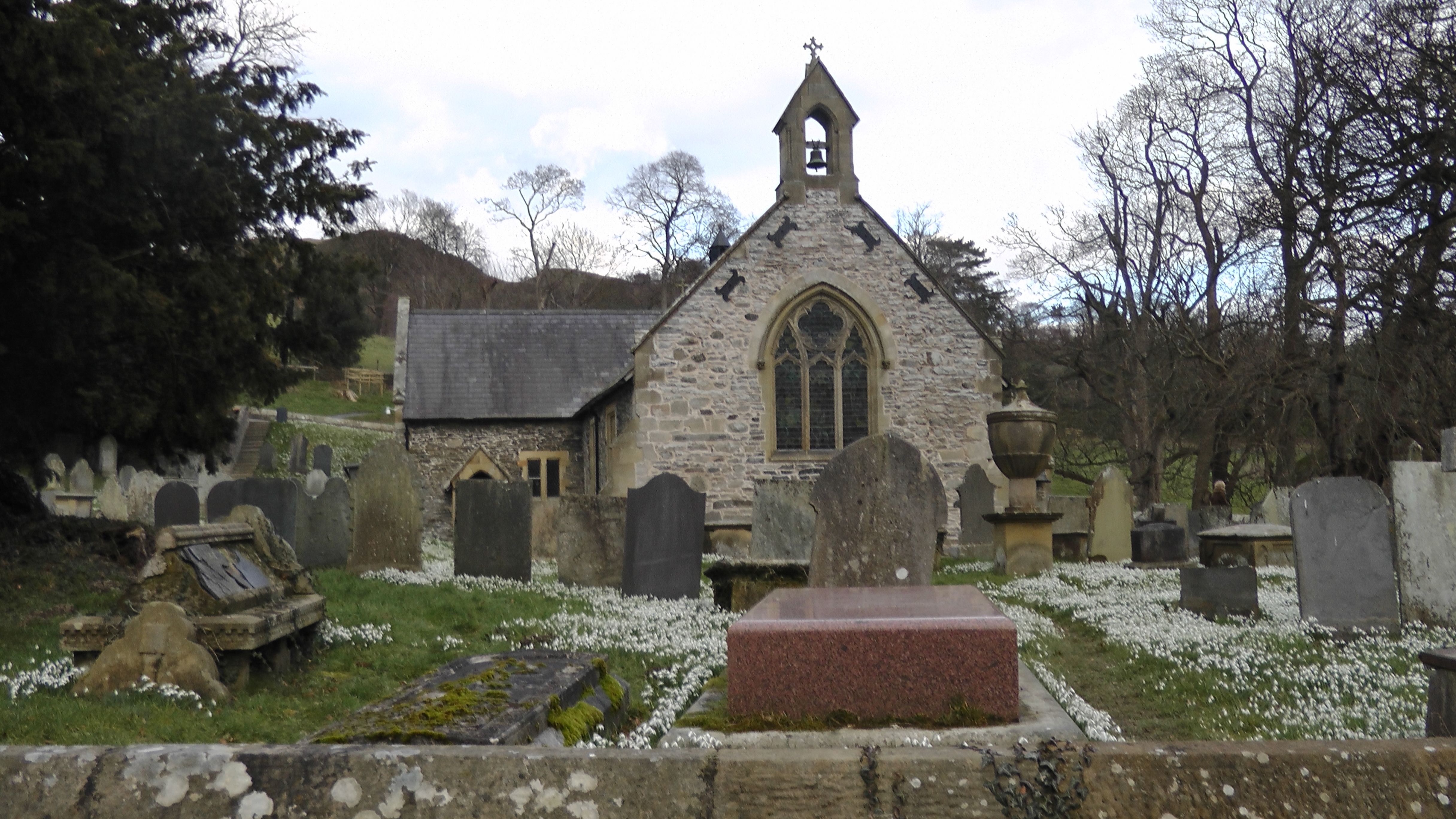
Llantysilio Church. Vorne das Grab von C. F. Beyers

Durch den geschäftlichen Erfolg wuchs nicht nur das Ansehen, sondern auch das Vermögen von Charles Beyer und er konnte im Jahr 1867 in Nord-Wales den Landsitz Llantysilio Hall in Llantysilio nahe Llangollen erwerben und ausbauen. Dort kümmerte er sich neben der Arbeit in seinem Unternehmen um die Landwirtschaft und übernahm ein Richteramt. Beyer vergaß nicht, dass er selbst viele Jahre in bitterer Armut verbracht hatte und unterstützte Richard Roberts, der nach seinem Ausscheiden aus dem Berufsleben verarmt war, finanziell. Er setzte sich für die Gründung polytechnischer Schulen auch in Großbritannien ein und unterstützte den Bau und Erweiterung von Kirchen und Schulen an seinem Wohnort und im Umfeld des Werks in Gorton.
Sein Privatleben verlief weniger glücklich. Eine Einheirat in die Familie Sharp scheiterte und blieb sein einziger Versuch, eine Ehe zu schließen. Allerdings kann eine homosexuelle romantische Beziehung mit dem schwedischen Ingenieur Gustav Theodor Stieler über die privaten Briefe der beiden nachgewiesen werden. Beyer blieb zeit seines Lebens Junggeselle und hinterließ keine Nachfahren. Er war Taufpate von Henry Beyer Robertson (1862–1948), dem Sohn des Ingenieurs Henry Robertson, mit dem er geschäftlich und freundschaftlich verbunden war.
Anfang 1876 verschlechterte sich sein Gesundheitszustand und er starb am 21. Juni dieses Jahres auf seinem Landsitz, wo er auch seine letzte Ruhe fand.
Beyer, Peacock & Co. blieb auch nach Charles Beyers Tod jahrzehntelang  einer der weltweit führenden Lokomotivhersteller. Mit dem Ende der Dampflok-Ära setzte nach dem Zweiten Weltkrieg auch bei Beyer, Peacock & Co. ein Niedergang im Lokomotivbau ein, der auch mit dem Bau von Diesellokomotiven nur verzögert werden konnte und schließlich im Jahr 1966 nach mehr als 110 Jahren zur Schließung des Werkes Gorton Foundry führte.
Charles Beyer war zusammen mit Robert Stephenson und anderen bedeutenden Ingenieuren seiner Zeit im Jahr 1847 einer der Gründer der Institution of Mechanical Engineers, der 107 Ingenieure angehörten. Diese Institution besteht noch heute und hat weltweit 75.000 Mitglieder.